# Масиейра (Сернанселье)
Масиейра (порт. Macieira) — район (фрегезия) в Португалии, входит в округ Визеу. Является составной частью муниципалитета Сернанселье. Находится в составе крупной городской агломерации Большое Визеу. По старому административному делению входил в провинцию Бейра-Алта. Входит в экономико-статистический субрегион Доуру, который входит в Северный регион. Население составляет 117 человек на 2001 год. Занимает площадь 11,79 км².
Покровителем района считается Дева Мария (порт. Nossa Senhora da Apresentação).